# Bobrek (Cieszyn)
Bobrek – część miasta Cieszyna, do 1932 samodzielna wieś nad potokiem Bobrówką, prawym dopływem Olzy.

## Historia
Pierwsza wzmianka pochodzi z 1322 roku. Wieś politycznie znajdowała się wówczas w granicach utworzonego w 1290 piastowskiego (polskiego) księstwa cieszyńskiego, będącego od 1327 lennem Królestwa Czech, a od 1526 roku w wyniku objęcia tronu czeskiego przez Habsburgów wraz z regionem aż do 1918 roku w monarchii Habsburgów (potocznie Austrii).
Jej mieszkańcy przez długi czas trudzili się głównie rolnictwem i hodowlą ryb. W 1802 liczył 464 mieszkańców w 82 domach. Na północy sąsiadował z Zamarskami, na wschodzie z Krasną, Gułdowami i Mnisztwem, na południu z Puńcowem, na zachodzie z Błogocicami, Cieszynem i Pastwiskami.
Według austriackiego spisu ludności z 1900 w 144 budynkach w Bobrku na obszarze 7,67 km² mieszkało 1850 osób. co dawało gęstość zaludnienia równą 241,2 os./km², z tego 1040 (56,2%) mieszkańców było katolikami, 767 (41,5%) ewangelikami, 42 (2,3%) wyznawcami judaizmu a 1 osoba była innej religii lub wyznania, 1482 (80,1%) było polsko-, 322 (17,4%) niemiecko- a 23 (1,2%) czeskojęzycznymi. Do 1910 liczba budynków wzrosła do 220 a mieszkańców do 2820, z czego 2790 było zameldowanych na stałe, 1724 (61,1%) było katolikami, 1073 (38%) ewangelikami, 17 (0,6%) żydami a 6 innej religii lub wyznania, 2241 (80,3%) było polsko-, 438 (15,7%) niemiecko- a 111 (4%) czeskojęzycznymi.
W 1911 r. w Bobrku przy drodze wiodącej z Cieszyna w kierunku Bielska (tzw. cesarsko-królewskiego traktu) oddano do użytku gmach polskiego seminarium nauczycielskiego, obecnie siedzibę jednostki organizacyjnej Uniwersytetu Śląskiego w Katowicach (dawn. Wydział Artystyczny UŚ).
Po zakończeniu I wojny światowej tereny, na których leży miejscowość - Śląsk Cieszyński stał się punktem sporu pomiędzy Polską i Czechosłowacją. W 1918 roku na bazie Straży Obywatelskiej miejscowi Polacy utworzyli lokalny oddział Milicji Polskiej Śląska Cieszyńskiego pod dowództwem ob. Wojciecha Franca, który podlegał organizacyjnie  1 kompanii w Cieszynie.
1 kwietnia 1932 r. przyłączono gminę Bobrek do Cieszyna. Przed przyłączeniem do Cieszyna, Bobrek miał powierzchnię 767,7 ha i zamieszkały był przez 2984 osób w 293 budynkach. 
W latach 50 XX w. na południowo-zachodnim skraju dawnego Bobrka wybudowano nowe osiedle mieszkaniowe Mały Jaworowy (tzw. "ZOR", 49°44′23,70″N 18°38′29,75″E/49,739917 18,641597), nieopodal w latach 70 XX w. i 80 XX w. os. Podgórze (tzw. "Banotówka" od nazwiska XIX wiecznego właściciela ziemi, 49°44′39,50″N 18°39′11,85″E/49,744306 18,653292), w latach 80 XX w. i 90 XX w. osiedle Bobrek Zachód (49°45′22,15″N 18°38′59,30″E/49,756153 18,649806), a w latach 90 XX w. osiedle Bobrek Wschód (49°45′19,60″N 18°39′14,90″E/49,755444 18,654139). W 1985 jednostkę urbanistyczną Bobrek obejmujące północną część dawnego Bobrka (pozostała część znajdowała się w jednostkach Podgórze i Błogocice) zamieszkiwało 2344 z 36163 mieszkańców Cieszyna (6,5%) a w 1997 już 3817 z 38115 (10%).

## Komunikacja
Na osiedlu Bobrek znajdują się 4 przystanki miejscowego przewoźnika ZGK Cieszyn Sp. z o.o. Na osiedlu Bobrek Zachód – przystanek "Kościuszki" i "Kajzara", natomiast na osiedlu Bobrek Wschód – "Barteczka" i "os. Bobrek Wschód". Przez os. Bobrek Zachód kursuje autobus miejskiej linii nr 10, a przez os. Bobrek Wschód autobus miejskiej linii nr 10 oraz wybranych kursów podmiejskiej linii nr 40, dowożącej dzieci z osiedla do Szkoły Podstawowej nr 7 w Cieszynie-Krasnej.